# Flugplatz Barßel

i7
i11
i13
Der Flugplatz Barßel (ICAO-Code: EDXL) ist ein Sonderlandeplatz in unmittelbarer Nähe der Gemeinde Barßel in Niedersachsen. Er wird von der Flugplatz Barssel Projektmanagement UG betrieben und dient hauptsächlich dem Flugsport. Der Platz verfügt über eine 770 Meter lange und 30 Meter breite Graspiste und ist für Ultraleichtflugzeuge, Motorsegler und Motorflugzeuge mit einem Höchstabfluggewicht von bis zu zwei Tonnen sowie für Helikopter mit einem Höchstabfluggewicht von bis zu drei Tonnen zugelassen.